# 周洲 (教授)
周洲，中华人民共和国教育部长江学者特聘教授，西北工业大学教授，主要从事无人机总体设计、气动布局、飞行力学等方面的研究工作。

## 荣誉
- 中国国家技术发明一等奖
- 中华人民共和国教育部长江学者特聘教授